# Pizzo Albiona
Il Pizzo Albiona (2.431 m s.l.m.) è una montagna della Catena dell'Andolla nelle Alpi Pennine. Si trova in Piemonte tra i comuni di Varzo e Crevoladossola.

## Caratteristiche
Sovrasta la Val Divedro.

## Salita alla vetta
Si può salire sulla vetta partendo da Preglia frazione di Crevoladossola.